# Chrysotus hirsutus
Chrysotus hirsutus är en tvåvingeart som beskrevs av Aldrich 1896. Chrysotus hirsutus ingår i släktet Chrysotus och familjen styltflugor. Inga underarter finns listade i Catalogue of Life.